# If My Homie Calls
"If My Homie Calls" er den anden single af 2Pac fra hans debutalbum, 2Pacalypse Now. En, musikvideo er også, blevet lavet til sangen. Han optrådte, med sangen i 1992 i det berømte MTV-show Yo! MTV Raps. Sangen indeholder en vokalprøve fra Mellow Man Ace's "Rhyme Fighter".

## Trackliste
1. "If My Homie Calls" (lp-version) — 4:18
2. "Brenda's Got a Baby" (radio mix) — 3:48
3. "If My Homie Calls" (instrumental) — 4:18
4. "Brenda's Got a Baby" (instrumental) — 3:53

## Vokalprøver
- "Let a Woman Be a Woman, and Let a Man Be a Man" af Dyke & the Blazers
- "Fat Mama" af Herbie Hancock
- "Chameleon" af Herbie Hancock
- "I Don't Know What This World Is Coming To" af The Soul Children
- "Prelude" af N.W.A

## Remix
- Jdog Weathers